# Thelia uhleri
Thelia uhleri är en insektsart som beskrevs av Carl Stål. Thelia uhleri ingår i släktet Thelia och familjen hornstritar. Inga underarter finns listade i Catalogue of Life.